# Trachyrhachys kiowa
El chapulín de alas amarillas o chapulín kiowa (Trachyrhachys kiowa) es una especie de saltamontes perteneciente a la familia Acrididae. Se encuentra en Norteamérica y Centroamérica.